# Teresa Forcades
Teresa Forcades i Villa, née à Barcelone (Espagne) en 1966, est une religieuse, théologienne bénédictine, médecin, militante indépendantiste et féministe catalane de nationalité espagnole. Cofondatrice en 2013 du parti indépendantiste catalan Procés constituent, elle s'est également distinguée par ses prises de position sur la théologie féministe et contre l'industrie pharmaceutique.

## Biographie
Médecin de formation et bénédictine au monastère de Sant Benet de Montserrat à Marganell (province de Barcelone) depuis 1997, elle milite aussi pour l'indépendance de la Catalogne et pour le droit des femmes à disposer de leurs corps et elle s'oppose également à la toute puissance des industries pharmaceutiques.

## Publications
- La Trinitat avui (La Trinité aujourd'hui), Publicacions de l’Abadia de Montserrat, 2005.
- Els crims de les grans companies farmacèutiques (Les Crimes des grandes compagnies pharmaceutiques), Cristianisme i Justícia, 2006.
- La teologia feminista en la història (La Théologie féministe dans l'histoire), Fragmenta Editorial, 2007.